# Goephanes varicolor
Goephanes varicolor là một loài bọ cánh cứng trong họ Cerambycidae.